# HC Ma’alot
Monfort Maʿalot (früher HC Maʿalot) ist ein israelischer Eishockeyclub aus Maʿalot, der 1999 gegründet wurde und in der höchsten israelischen Liga spielt. Die Heimspiele werden in der Eissporthalle Canada Centre in Metulla ausgetragen.

## Geschichte

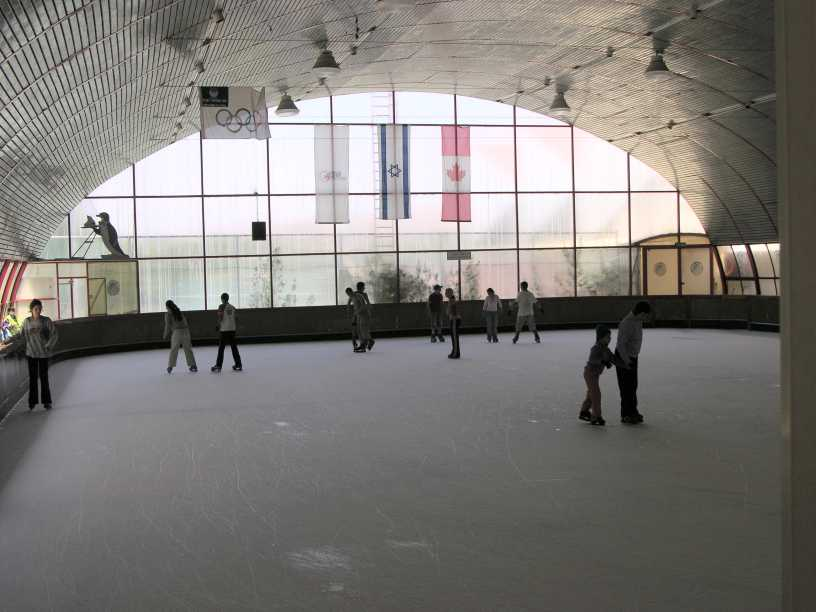
Metulla Canada Centre, bis 2012 einzige Eissporthalle Israels

Der im Kalenderjahr 1999 gegründete Eishockeyverein gewann im Folgejahr erstmals die israelische Meisterschaft. Zwei Jahre später wurde dieser Erfolg wiederholt. Im Spieljahr 2003 wurde der dritte Meistertitel errungen. Nachdem der Mannschaft in den folgenden Jahren weitere Erfolge vorerst verwehrt geblieben waren, gewann das Team 2010 die vierte israelische Meisterschaft.
Weiters nahm der Club in den Saisons 2000/01, 2002/03 und 2003/04 an der Austragung des IIHF Continental Cup teil. Bei der ersten Teilnahme gelang in einer Gruppe mit HK Roter Stern Belgrad, HK Lewski Sofia und İstanbul Paten Spor Kulübü eine Bilanz von einem Sieg und zwei Niederlagen. In der Saison 2002/03 verlor die Mannschaft alle drei Partien in ihrer Gruppe. Auch die folgende Teilnahme ein Jahr später war erfolglos, das Team unterlag gegen KHL Medveščak Zagreb und Dunaújvárosi Acélbikák mit zweistelligen Resultaten.

## Erfolge
- Israelischer Meister (4): 2000, 2002, 2003, 2010